# Platyspiza crassirostris
Il fringuello arboricolo beccogrosso (Platyspiza crassirostris (Gould, 1837)) è un uccello della famiglia Thraupidae, endemico delle isole Galápagos in Ecuador. È l'unica specie nota del genere Platyspiza.